# Coste dell'Antartide
In questa lista sono elencate le coste antartiche partendo dalla penisola Trinity, al vertice della Penisola Antartica e seguendo la costa verso ovest. I confini sono stati chiamati "Primo" e "Secondo" in riferimento all'ordine in cui li si incontra seguendo, come detto, la costa verso ovest e non sono stati invece utilizzati i punti cardinali per definirli perché spesso, a causa della particolare forma della costa antartica, si hanno larghe rientranze, come nel caso delle coste della Penisola Antartica, e l'utilizzo dei punti cardinali avrebbe causato solo confusione. I confini riportati, poi, sono quelli riconosciuti dalla maggior parte delle nazioni del mondo, per rivendicazioni e considerazioni particolari (vedi ad esempio la costa della Principessa Marta e le altre coste della Terra della Regina Maud, dei cui confini la Norvegia dà una diversa definizione) si rimanda alla voce della costa in questione.
| Nome                                     | Coordinate       | Primo confine                                                          | Secondo confine                                                 | Note |
| ---------------------------------------- | ---------------- | ---------------------------------------------------------------------- | --------------------------------------------------------------- | --- |
| Penisola Trinity                         | 63°37′S 58°20′W  | Capo Longing (64°34′S 58°48′W)                                         | Capo Kjellman (63°44′S 59°24′W)                                 | Questo tratto di costa viene semplicemente identificato come "Penisola Trinity", senza un nome specifico per le proprie coste.    |
| Costa di Davis                           | 64°00′S 60°00′W  | Capo Kjellman (63°44′S 59°24′W)                                        | Capo Sterneck (64°04′S 61°02′W)                                 | Conosciuta anche come "Costa di Palmer".                                                                                          |
| Costa di Danco                           | 64°42′S 62°00′W  | Capo Sterneck (64°04′S 61°02′W)                                        | Capo Renard (65°01′S 63°47′W)                                   | |
| Costa di Graham                          | 65°45′S 64°00′W  | Capo Renard (65°01′S 63°47′W)                                          | Capo Bellue (66°18′S 65°54′W)                                   | |
| Costa di Loubet                          | 67°00′S 66°00′W  | Capo Bellue (66°18′S 65°54′W)                                          | Fiordo di Bourgeois (67°40′S 67°05′W)                           | |
| Costa di Fallières                       | 68°30′S 67°00′W  | Fiordo di Bourgeois (67°40′S 67°05′W)                                  | Capo Jeremy (69°24′S 68°51′W)                                   | |
| Costa di Rymill                          | 71°00′S 67°30′W  | Capo Jeremy (69°24′S 68°51′W)                                          | Nunatak Buttress (72°21′S 66°50′W                               | |
| Costa di English                         | 73°30′S 73°00′W  | Nunatak Buttress (72°21′S 66°50′W                                      | Penisola Rydberg (73°10′S 79°45′W)                              | |
| Costa di Bryan                           | 73°35′S 84°00′W  | Penisola Rydberg (73°10′S 79°45′W)                                     | Punta Pfrogner (72°37′S 89°35′W)                                | |
| Costa di Eights                          | 73°30′S 96°00′W  | Punta Pfrogner (72°37′S 89°35′W)                                       | Capo Waite (72°42′S 103°03′W)                                   | |
| Costa di Walgreen                        | 75°30′S 107°00′W | Capo Waite (72°42′S 103°03′W)                                          | Capo Herlacher (73°45′S 114°12′W)                               | |
| Costa di Bakutis                         | 74°45′S 120°00′W | Capo Herlacher (73°45′S 114°12′W)                                      | Estremo orientale dell'isola Dean (74°42′S 127°05′W)            | |
| Costa di Hobbs                           | 74°50′S 132°00′W | Estremo orientale dell'isola Dean (74°42′S 127°05′W)                   | Capo Burks (74°45′S 136°50′W)                                   | |
| Costa di Ruppert                         | 74°45′S 141°00′W | Capo Burks (74°45′S 136°50′W)                                          | Punta Brennan (76°05′S 146°31′W)                                | |
| Costa di Saunders                        | 77°45′S 150°00′W | Punta Brennan (76°05′S 146°31′W)                                       | Capo Colbeck (77°07′S 158°01′W)                                 | |
| Costa di Shirase                         | 78°30′S 156°00′W | Capo Colbeck (77°07′S 158°01′W)                                        | Flusso di ghiaccio MacAyeal (80°10′S 151°00′W)                  | |
| Costa di Siple                           | 82°00′S 155°00′W | Flusso di ghiaccio MacAyeal (80°10′S 151°00′W)                         | Flusso di ghiaccio Whillans (83°30′S 153°00′W)                  | |
| Costa di Gould                           | 77°45′S 150°00′W | Flusso di ghiaccio Whillans (83°30′S 153°00′W)                         | Versante occidentale del ghiacciaio Scott (85°45′S 153°00′W)    | |
| Costa di Amundsen                        | 85°30′S 162°00′W | Versante occidentale del ghiacciaio Scott (85°45′S 153°00′W)           | Picco Morris (84°56′S 167°22′W)                                 | |
| Costa di Dufek                           | 84°30′S 179°00′W | Picco Morris (84°56′S 167°22′W)                                        | Picco Airdrop (83°45′S 172°45′E)                                | |
| Costa di Shackleton                      | 82°00′S 162°00′E | Picco Airdrop (83°45′S 172°45′E)                                       | Capo Selborne (80°23′S 160°45′E)                                | |
| Costa di Hillary                         | 79°20′S 161°00′E | Capo Selborne (80°23′S 160°45′E)                                       | Scogliera Minna (78°31′S 166°25′E)                              | |
| Costa di Scott                           | 76°30′S 162°30′E | Scogliera Minna (78°31′S 166°25′E)                                     | Capo Washington (74°39′S 165°25′E)                              | |
| Costa di Borchgrevink                    | 73°00′S 169°30′E | Capo Washington (74°39′S 165°25′E)                                     | Capo Adare (71°17′S 170°14′E)                                   | |
| Costa di Pennell                         | 71°00′S 167°00′E | Capo Adare (71°17′S 170°14′E)                                          | Capo Williams (70°30′S 164°09′E)                                | |
| Costa di Oates                           | 69°30′S 159°00′E | Capo Williams (70°30′S 164°09′E)                                       | Capo Hudson (68°20′S 153°45′E)                                  | |
| Costa di Giorgio V                       | 68°30′S 148°00′E | Capo Hudson (68°20′S 153°45′E)                                         | Punta Alden (66°48′S 142°02′E)                                  | |
| Costa di Adelia                          | 67°00′S 139°00′E | Punta Alden (66°48′S 142°02′E)                                         | Punta Pourquoi Pas (66°12′S 136°11′E)                           | |
| Costa di Clarie                          | 66°30′S 133°00′E | Punta Pourquoi Pas (66°12′S 136°11′E)                                  | Capo Morse (66°15′S 130°10′E)                                   | |
| Costa Banzare                            | 67°00′S 126°00′E | Capo Morse (66°15′S 130°10′E)                                          | Capo Southard (66°32′S 122°05′E)                                | |
| Costa di Sabrina                         | 67°20′S 119°00′E | Capo Southard (66°32′S 122°05′E)                                       | Capo Waldron (66°34′S 115°33′E)                                 | |
| Costa di Budd                            | 66°30′S 112°00′E | Capo Waldron (66°34′S 115°33′E)                                        | Isole Hatch (66°53′S 109°16′E)                                  | |
| Costa di Knox                            | 66°30′S 105°00′E | Isole Hatch (66°53′S 109°16′E)                                         | Capo Hordern (66°15′S 100°31′E)                                 | |
| Costa della Regina Maria                 | 66°45′S 96°00′E  | Capo Hordern (66°15′S 100°31′E)                                        | Capo Filchner (66°27′S 91°54′E)                                 | |
| Costa di Guglielmo II                    | 67°00′S 90°00′E  | Capo Filchner (66°27′S 91°54′E)                                        | Capo Penck (66°43′S 87°43′E)                                    | |
| Costa Pravda                             | 67°30′S 94°00′E  | Meridiano 88°E                                                         | Meridiano 100°E                                                 | Si sovrappone sia alla costa di Guglielmo II che alla costa della Regina Maria                                                    |
| Costa di Leopold e Astrid                | 67°20′S 84°30′E  | Capo Penck (66°43′S 87°43′E)                                           | Lato ovest della piattaforma di ghiaccio Ovest 66°43′S 81°24′E) | |
| Costa di Ingrid Christensen              | 69°30′S 77°00′E  | Lato ovest della piattaforma di ghiaccio Ovest 69°43′S 81°24′E)        | Promontorio Jennings (70°10′S 72°33′E)                          | |
| Costa di Lars Christensen                | 69°00′S 69°00′E  | Lato occidentale della piattaforma di ghiaccio Amery (67°47′S 71°00′E) | Monolite Murray (67°47′S 66°54′E)                               | La costa compresa tra il promontorio Jennings a 72°33'E e il lato ovest della piattaforma Amery a 71°00'E è ancora priva di nome. |
| Costa di Mawson                          | 67°40′S 63°30′E  | Monolite Murray (67°47′S 66°54′E)                                      | Baia di William Scoresby (67°24′S 59°34′E)                      | |
| Costa di Kemp                            | 67°15′S 58°00′E  | Baia di William Scoresby (67°24′S 59°34′E)                             | Baia di Edoardo VIII (66°23′S 56°25′E)                          | |
| Costa occidentale delle Terra di Enderby | 67°30′S 51°00′E  | Baia di Edoardo VIII (66°23′S 56°25′E)                                 | Ghiacciaio Shinnan (67°55′S 44°38′E)                            | Questo tratto di costa è ancora senza nome.                                                                                       |
| Costa del Principe Olav                  | 68°30′S 42°30′E  | Ghiacciaio Shinnan (67°55′S 44°38′E)                                   | Costa orientale della baia di Lutzow-Holm (68°30′S 40°00′E)     | |
| Costa del Principe Harald                | 69°30′S 36°00′E  | Costa orientale della baia di Lutzow-Holm (68°30′S 40°00′E)            | Penisola Riiser-Larsen (68°55′S 34°00′E)                        | |
| Costa della Principessa Ragnhild         | 70°30′S 27°00′E  | Penisola Riiser-Larsen (68°55′S 34°00′E)                               | Meridiano 20°E                                                  | |
| Costa della Principessa Astrid           | 70°45′S 12°30′E  | Meridiano 20°E                                                         | Meridiano 5°E                                                   | |
| Costa della Principessa Marta            | 72°00′S 7°30′W   | Meridiano 5°E                                                          | Fronte del ghiacciaio Stancomb-Wills (75°18′S 19°00′W)          | |
| Costa di Caird                           | 76°00′S 24°00′W  | Fronte del ghiacciaio Stancomb-Wills (75°18′S 19°00′W)                 | Ghiacciaio Hayes (76°16′S 27°54′W)                              | |
| Costa di Luitpold                        | 77°00′S 33°00′W  | Ghiacciaio Hayes (76°16′S 27°54′W)                                     | Meridiano 36°W                                                  | Conosciuta anche come "costa di Confín".                                                                                          |
| Costa della Terra di Edith Ronne         | 78°30′S 61°00′E  | Meridiano 36°W                                                         | Meridiano 74°E                                                  | Questa costa non è stata ancora rinominata, per maggiori dettagli si rimanda alla voce Terra di Edith Ronne.                      |
| Costa di Zumberge                        | 78°00′S 74°00′W  | Costa meridionale dell'insenatura di Hercules (80°04′S 79°00′W)        | Capo Zumberge (76°14′S 69°40′W)                                 | |
| Costa di Orville                         | 75°45′S 65°30′W  | Capo Zumberge (76°14′S 69°40′W)                                        | Capo Adams (75°04′S 62°20′W)                                    | |
| Costa di Lassiter                        | 73°45′S 62°00′W  | Capo Adams (75°04′S 62°20′W)                                           | Capo Mackintosh (72°53′S 60°03′W)                               | |
| Costa di Black                           | 71°45′S 62°00′W  | Capo Mackintosh (72°53′S 60°03′W)                                      | Capo Boggs (70°33′S 61°23′W)                                    | |
| Costa di Wilkins                         | 69°40′S 63°00′W  | Capo Boggs (70°33′S 61°23′W)                                           | Capo Agassiz (68°29′S 62°58′W)                                  | |
| Costa di Bowman                          | 68°10′S 65°00′W  | Capo Agassiz (68°29′S 62°58′W)                                         | Capo Northrop (67°24′S 65°16′W)                                 | |
| Costa di Foyn                            | 66°40′S 64°20′W  | Capo Northrop (67°24′S 65°16′W)                                        | Capo Alexander (66°44′S 62°37′W)                                | |
| Costa di Oscar II                        | 65°45′S 62°30′W  | Capo Alexander (66°44′S 62°37′W)                                       | Capo Fairweather (65°00′S 61°01′W)                              | |
| Costa di Nordenskjöld                    | 64°30′S 66°30′W  | Capo Fairweather (65°00′S 61°01′W)                                     | Capo Longing (64°34′S 58°48′W)                                  | |